# Сан-Джорджо-Морджето
Сан-Джорджо-Морджето (італ. San Giorgio Morgeto, сиц. San Giorgi) — муніципалітет в Італії, у регіоні Калабрія,  метрополійне місто Реджо-Калабрія‎.
Сан-Джорджо-Морджето розташований на відстані близько 500 км на південний схід від Рима, 75 км на південний захід від Катандзаро, 50 км на північний схід від Реджо-Калабрії.
Населення — 3065 осіб (2014).
Щорічний фестиваль відбувається 23 квітня. Покровитель — святий Юрій.

## Демографія
Населення за роками:

Станом на 1 січня 2023 року в муніципалітеті офіційно проживало 18 іноземців з 8 країн, серед них 2 громадяни країн Євросоюзу та 1 громадянин України.

## Сусідні муніципалітети
- Каноло
- Чинкуефронді
- Читтанова
- Маммола
- Полістена